# Neoscirpus
Neoscirpus  (лат.) — монотипный род однодольных растений семейства Осоковые (Cyperaceae), представленный видом Neoscirpus dioicus. Ряд авторов включают этот вид в род Пухонос.

## Распространение и среда обитания
Единственный вид является эндемиком южнокорейской провинции Канвондо.
Произрастает на известняковых обнажениях по берегам рек на высоте 300—400 м.

## Описание
Травянистый многолетник с коротким корневищем, от которого отходят волокнистые корни. Стебли сгущенные, прямостоячие, голые, 5—20 см высотой (к концу вегетационного периода до 40 см) и 0,3—0,8 мм толщиной.
Листья редуцированные[уточнить], с язычком, 1—1,5 см длиной, треугольно-ланцетной формы.
На конце стебля расположен одиночный эллиптический колосок 3—5,5×1,4—3,2 мм с однополыми и обоеполыми цветками. Рыльце пестика трёхлопастное; тычинки в числе трёх, в пестичных цветках стерильные.
Семянки коричневого цвета, узкоэллиптической формы, 2—3×0,7—0,9 мм.

## Синонимы
- Scirpus dioicus Y.N.Lee & Y.C.Oh, 2006, nom. illeg.
- Trichophorum dioicum J.Jung & H.K.Choi, 2010, nom. superfl.